# Gabrio Medici

Stemma dei Medici di Melegnano

Gabrio Medici, in alcuni documenti indicato anche come Gabriele (Milano, 1509 – Mandello del Lario, 14 gennaio 1532), è stato un condottiero italiano.

## Biografia

### Famiglia
Era figlio di Bernardino Medici, milanese, esattore delle imposte e (forse) usuraio, e Cecilia Serbelloni, appartenente ad una famiglia di notai e giurisperiti milanesi. Non apparteneva alla più nota famiglia de' Medici di Firenze, ma al ramo lombardo dei Medici di Marignano.
I Medici di Melegnano, guidati da Gian Giacomo detto il Medeghino, secondo lo storico Massimo Carlo Giannini, fu "il caso più eclatante di ascesa ... sociale avvenuto nel Ducato di Milano". In particolare tra il 1523 e il 1532 il Medeghino costituì un effimero stato centrato sulle fortezze di Musso, Lecco e Monguzzo, che arrivò a comprendere tutta l'attuale provincia di Lecco e buona parte di quella di Como. Questo stato fu conosciuto come marchesato di Musso; il Medeghino, anche quando poi perse il controllo di questo territorio, ricevette un feudo (Marignano) ed il titolo di marchese.
In questo contesto i Medici strinsero alleanze matrimoniali prestigiose con una delle più ricche e potenti famiglie della nobiltà lombarda, i Borromeo (San Carlo Borromeo è quindi nipote di Gabrio) e con la seconda dinastia di mercenari-imprenditori della Germania, i Von Ems zu Hohenems (noti anche come Altemps o Altaemps).
Inoltre suo fratello Giovanni Angelo divenne vescovo di Ragusa (1546), cardinale di Santa Pudenziana (1549), e infine papa, con il nome di Pio IV (26 dicembre 1555 - 9 dicembre 1565).

### Carriera militare
Gabrio era il minore dei fratelli Medici, fu iniziato alla carriera delle armi verso la fine degli anni venti, partecipò con il grado di alfiere ad alcune campagne contro Venezia e gli Sforza, sempre agli ordini dei fratelli maggiori Giovanni Giacomo e Giovanni Battista.
Ottenne poi il comando di un contingente di lanzichenecchi tedeschi che combattevano per il Medeghino; e fu al fianco di Battista Borsieri nel comando della flotta lacuale del fratello.
Durante la seconda guerra di Musso (1531-1532), che vide opposte le forze del marchesato omonimo a quelle del Duca di Milano, delle tre leghe grigie e dei cantoni protestanti elvetici, si distinse particolarmente. Fu proprio Gabrio il primo capitano mussiano a penetrare in Valtellina, dando di fatto inizio alla guerra il 13 febbraio 1531. Fu inoltre uno dei capitani coinvolti nella conquista, assedio e ritirata da Morbegno nell'aprile del medesimo anno. Durante uno scontro tra la flotta mussiana, di ritorno da una scorreria, e l'esercito sforzesco accampato a Mandello (al comando del colonnello Vistarino) fu colpito da un colpo di colubrina. Morì subito dopo.
Il suo corpo, inizialmente seppellito a Lecco, fu in seguito traslato a Milano, e riposa ora nel Duomo accanto al più noto fratello Giovanni Giacomo. Il monumento funebre fu realizzato da Leone Leoni, su commissione di Pio IV. Pio IV concesse un'indulgenza (perdono di Lecco) alla chiesa che ne aveva precedentemente conservato le spoglie.